# Dianthus anticarius
Dianthus anticarius Boiss. & Reut. är en nejlikväxt.

## Beskrivning
Dianthus anticarius ingår i släktet nejlikor, och familjen nejlikväxter. 

## Biotop
Soligt eller halvskugga.

## Etymologi
- Släktnamnet Dianthus härleds från grekiska Διός, Dios (ett alternativt namn till guden Zeus) och ἀνθός, anthos = blomma. Betydelsen blir sålunda Zeus blomma. I överförd bemärkelse kan det även förstås som gudomlig blomma.

Detta var ett namn, som användes för en växt i antiken, redan 300 år före vår tideräkning.
- Artepitetet anticarius … (Info saknas)

## Underarter
Dianthus anticarius delas in i följande underarter:
- Dianthus anticarius subsp. atrosanguineus (Emb. & Maire) Valdés & Mateos
- Dianthus anticarius subsp. jahandiezii (Maire) Valdés & Mateos
- Dianthus anticarius subsp. maroccanus (F.N.Williams) Valdés & Mateos
- Dianthus anticarius subsp. mauritanicus (Pomel) Valdés & Mateos
- Dianthus anticarius subsp. mentagensis (Maire) Valdés & Mateos
- Dianthus anticarius subsp. occidentalis (Quézel) Valdés & Mateos
- Dianthus anticarius subsp. saorinii Sánchez-Gómez, M.L.Rodr., López Esp., J.B.Vera & J.F.Jiménez
- Dianthus anticarius subsp. subbaeticus (Fern.Casas) Rivas Mart., A.Asensi, Molero Mesa & F.Valle

## Habitat
Algeriet, Marocko, Spanien